# أليس ليك
أليس ليك (بالإنجليزية: Alice Lake) هي ممثلة أمريكية، ولدت في 12 سبتمبر 1895 ببروكلين في الولايات المتحدة، وتوفيت في 15 نوفمبر 1967 بهوليوود في الولايات المتحدة بسبب نوبة قلبية.

## أعمال

### أفلام
- (1917) البيت العنيف
- (1917) اوه دكتور!
- (1917) بطل الريف
- (1917) كوني آيلاند
- (1917) ليلة زفافه
- (1918) الحمال
- (1918) الطباخ
- (1918) في الغرب
- (1918) ليلة سعيدة، ياممرضة!
- (1918) مونشاين
- (1921) بحار مجهولة

## وصلات خارجية
- أليس ليك على موقع IMDb (الإنجليزية)
- أليس ليك على موقع ألو سيني (الفرنسية)
- أليس ليك على موقع أول موفي (الإنجليزية)
- أليس ليك على موقع قاعدة بيانات الأفلام السويدية (السويدية)
- أليس ليك على موقع قاعدة بيانات الفيلم (الإنجليزية)
- أليس ليك على موقع كينوبويسك (الروسية)